# Mila J
Jamila Aiko Chilombo, dite Japollonia, est une chanteuse de RnB américaine née le 18 novembre 1983. Elle est la seule femme à avoir signé sur le label TUG, le label de Marques Houston et Omarion. Elle a chanté sous le nom de Mila J de 2006 à 2009 avant une pause de 3 ans.

## Biographie
Elle est d' origine afro-américaine, amérindienne et japonaise. Elle commence à rapper à 4 ans et c'est à 9 ans qu'elle rencontre Chris Stokes, qui sera le producteur du groupe Dame Four dont Mila J fait partie. S'ensuit un album qui sort en septembre 2005 et s'intitule Dame, mais le succès n'est pas au rendez-vous et le groupe se sépare rapidement. C'est alors qu'elle signe sur le label TUG.
Mila est la sœur de la chanteuse Jhené Aiko.

## Discographie

### Albums
- 2005 : Dame (en tant que membre du groupe Dame four)
- 2006 : Split Personality

### Extended plays
| Titre                          | Détails                                                                      | Charts | Charts    | Charts | Charts  |
| Titre                          | Détails                                                                      | US     | US R&B/HH | US R&B | US Heat |
| ------------------------------ | ---------------------------------------------------------------------------- | ------ | --------- | ------ | ------- |
| M.I.L.A. (Made In Los Angeles) | - Released: 14 octobre 2014 - Label: Motown Records - Format: téléchargement | 132    | 22        | 12     | 4       |

### Comme artiste principale
| "Complete"                                     | 2006 | — | 101 | —  | —  | —  |  | Split Personality |
| "I'm Mi" (Promo)                               | 2006 | — | —   | —  | —  | —  |  | Split Personality |
| "Good Lookin' Out" (featuring Marques Houston) | 2006 | — | 64  | —  | —  | 63 |  | Split Personality |
| "No More Complaining"                          | 2006 | — | 121 | —  | —  | —  |  | Split Personality |
| "Blinded"                                      | 2012 | — | —   | —  | —  | —  |  | Westside          |
| "Movin On"                                     | 2013 | — | —   | —  | —  | —  |  | NC                |
| "Smoke, Drink, Break-Up"                       | 2014 | — | 106 | —  | 22 | 33 |  | M.I.L.A.          |
| "My Main" (featuring Ty Dolla $ign)            | 2014 | — | 106 | 21 | 28 | 39 |  | M.I.L.A.          |
| "Freaknic" (featuring Future)                  | 2015 | — | —   | —  | —  | —  |  | The Waiting Game  |
| "—" signifie que le single n'est pas classé.   |      |   |     |    |    |    |  |                   |